# Stafford Tavares
Pour les articles homonymes, voir Tavares.
Stafford Tavares, né le 11 mai 1940, est un cryptographe et chercheur en sécurité informatique. Il a participé avec Carlisle Adams à la conception des algorithmes de chiffrement par bloc CAST-128 et CAST-256.